# Рівняння Мінсера
Рівняння Мінсера (рівняння Мінцера, англ. The Mincer earnings function, Mincerian equations) — модель, що представляє заробітну плату як функцію від пройденого навчання і отриманого досвіду роботи, названа на честь Джейкоба Мінсера. Вона була розроблена в 1958 році, і Стала традиційною оцінкою вигідності вкладень в людський капітал. За словами відомого канадського економіста Томаса Лем'є: "Рівняння Мінсера - це одна з найбільш широко використовуваних моделей в емпіричній економіці" . 
В одній з базових постановок логарифм заробітної плати представляється у вигляді суми кількості років навчання і квадратичної функції від кількості років трудового стажу . 
{\displaystyle \ln w=f(s,x)=\ln w_{0}+ps+\beta _{1}x+\beta _{2}x^{2}}
В даному рівнянні змінні вживаються в такому значенні: {\displaystyle w} — це заробітна плата ({\displaystyle w_{0}} — заробітна плата людини без освіти і без досвіду роботи); {\displaystyle s} — це кількість років навчання; {\displaystyle x} — кількість років трудового стажу. параметри {\displaystyle p} і {\displaystyle \beta _{1}}, {\displaystyle \beta _{2}} можуть інтерпретуватися як внесок навчання і досвіду відповідно. 

## Історія
Однією з головних мікроекономічних проблем, яка стоїть перед питанням концепції людського капіталу — оцінка впливу, що чиниться на заробітну плату різними формами людського капіталу: тривалістю навчання, трудовим стажем. Американський економіст Джейкоб Мінсер намагався вивчити це питання. 

### Ранні праці
У своїх ранніх роботах Мінсер аналізує вплив навчання і отриманого досвіду на місці роботи на заробітну плату. Доводиться увігнутість графіка, що відображає профіль «вік-заробітна плата». Відзначається, що з віком людина накопичує більше знань, що сприяє отриманню більшої заробітної плати, проте у міру досягнення пенсійного віку вкладення в людський капітал знижуються, привабливість таких інвестицій стає нижче, віддача від них зменшується. Відзначається факт того, що, зокрема, інвестиції в навчання на місці роботи знижуються з віком, так як скорочується тривалість  трудового періоду, що залишився. 

### Рівняння заробітної плати
Звернемося до більш пізніх робіт Мінсера, де доповнюються і розширюються попередні дослідженн. Найважливішим результатом стало формування стандартного рівняння заробітної плати, що відображає її залежність від освіти і професійного досвіду. 
Необхідність здійснення інвестицій в людський капітал в процесі отримання досвіду роботи очевидна, проте для цього потрібно жертвувати частиною доходу для отримання професійної підготовки. Даний висновок підтверджується тим, що нові працівники на ринку праці отримують заробітну плату, як правило, значно нижчу, ніж досвідчені фахівці. Мінсер показує відмінність між профілями: «вік-заробітня плата» і «досвід-заробітня плата». Якщо індивіди розрізняються рівнем освіти, то вони відрізняються віком, в якому вони починають інвестувати в навчання на місці роботи, таким чином, два згаданих профілі відрізняються. 
Рівняння доповнюється змінними, що відображають накопичений досвід, підготовку безпосередньо на місці роботи і кількість років, що минув після завершення навчання. Крім змінної "кількість років трудового стажу", в рівняння включена і квадратична форма кількості років трудового стажу, оскільки важливо розуміти нелінійність залежності. 

## Значення
Важливість розробленого Мінсером підходу обумовлена можливістю оцінки впливу на рівень заробітної плати різних факторів. Численні дослідження з проблеми людського капіталу в більшості своїй грунтуються саме на оцінці виведеного Мінсером рівняння заробітної плати. Модифікації моделі використовуються для оцінки впливу на дохід тривалості навчання, якості освіти, впливу трудового стажу на різницю в заробітній платі чоловіків і жінок. Модель є базовою для оцінки якості освіти в країнах, що розвиваються. Дослідження в області економічного зростання використовують рівняння Мінсера для оцінки внеску освіти. 